# Буйний Терек
«Буйний Терек» — радянський телефільм 1981 року, знятий режисером Ізмаїлом Бурнацевим на Телестудії Північної Осетії.

## Сюжет
Події фільму відбуваються після Лютневої революції 1917 року. У центрі фільму – доля двох синів полковника Дзандара, один приєднався до більшовиків, інший – до контрреволюціонерів.

## У ролях
- Барасбі Мулаєв — Дзандар, полковник
- Дагун Омаєв — Ізмаїл, син Дзандара
- Сурен Хугаєв — Солтанбек, син Дзандара
- Валерій Царієв — Бімболат
- Олександр Соловйов — Миронов
- Асланбек Таугазов — Ахберд
- Микола Саламов — Дзакко
- С. Годжієва — Зейнаб
- Олена Туменова — епізод
- Олексій Стружкін — епізод
- Микола Поляков — епізод
- Маїрбек Цаліков — епізод
- В. Туаєв — епізод
- Ісак Гогічов — епізод
- Ах'яд Гайтукаєв — епізод
- Бексолтан Тулатов — епізод
- Коста Сланов — епізод
- Інал Єналдієв — епізод
- Роберт Бітаєв — епізод
- Едуард Тігієв — епізод
- Дзамболат Царгасов — епізод
- Лактемір Дзтієв — епізод
- Дзембад Хамікоєв — керменіст-революціонер
- Михайло Кцоєв — епізод
- Е. Ахполов — епізод
- Альберт Фідаров — епізод
- Магомет Мадзаєв — епізод
- Артур Дзуцев — епізод
- Андрій Пальчиков — епізод
- Заміра Мелікова — епізод
- Гаврил Таугазов — епізод
- А. Чельдієв — епізод
- А. Тедеєв — епізод
- Борис Дружнов — епізод
- Ю. Яловега — епізод
- Р. Суанов — епізод
- Ісай Кокаєв — епізод
- А. Хромаєв — епізод
- Б. Атаєв — епізод
- Віра Уртаєва — епізод
- Ш. Гогаєв — епізод
- Костянтин Козаков — епізод
- Ф. Коджаєв — епізод
- К. Джагаєв — епізод
- З. Хасієв — епізод
- Н. Бережний — епізод

## Знімальна група
- Режисер — Ізмаїл Бурнацев
- Сценарист — Ахсарбек Агузаров
- Оператор — Фелікс Кефчіян
- Композитор — Володимир Комаров
- Художники — Михайло Чочієв, В. Пархоменко